# برترام ماكجوان
برترام ماكجوان (1874-1950) هو محامي وعالم طوابع بريدية إسكتلندي متخصص في شيلي وطوابع البريد والتاريخ البريدي لبريطانيا العظمى وخاصةً طوابع بريطانيا المستخدمة في الخارج.
عمل ماكجوان مع تشارلز نيسن على طلاء طابعي "بيني بلاك" و"بيني الأحمر"، وشاركهُ تشارلز نيسن في تأليف كتاب "طلاء طوابع بريد بيني بلاك لبريطانيا العظمى" عام 1840، والذي نالا عنهُ جائزة ميدالية كروفورد من الجمعية الملكية لهواة جمع الطوابع في لندن عام 1922. وقد عُيّن في رابطة هواة جمع الطوابع المتميزين في العام نفسه. شكّل عمل ماكجوان ونيسن على طابع "بيني الأحمر" أساس العمل اللاحق لجيه. بي. ستانتون، والذي أصبح بدوره العمل المرجعي على هذا الطابع. في عام 1923، فاز بميدالية ذهبية لعرضه طابع "بيني الأحمر داي II" في لندن.
في عام 1940، أقام روبسون لوي مزادًا علنيًا مخصصًا فقط لمجموعة ماكغوان من طوابع بيني بلاك التي تضمنت 2146 قطعة، وبعد وفاتهِ في عام 1950، بيعت مجموعتهِ من طوابع البريد من مقتنيات بريطانيا العظمى المستخدمة في الخارج في مزاد علني أيضًا من قبل روبسون لوي.

## منشوراته
- برترام ماكجوان مع تشارلز نيسن. The Plating of The Penny Black Postage Stamp تصفح طوابع بريد بريطانيا العظمى ذات البنس الأسود، سنة 1840، لندن 1922: مع وصف لكل ختم فردي على اللوحات الإحدى عشر المختلفة، مع تقديم دليل لهواة جمع العملات في إعادة بناء الأوراق. لندن: مجموعة ستانلي غيبونز، 1998 (ردمك 0-85259-461-5)